# Euclimacia regina
Euclimacia regina is een insect uit de familie van de Mantispidae, die tot de orde netvleugeligen (Neuroptera) behoort. 
Euclimacia regina is voor het eerst wetenschappelijk beschreven door Esben-Petersen in 1917.